# Риджиця
Риджиця (серб. Риђица) — село в Сербії, належить до общини Сомбор Західно-Бацького округу в багатоетнічному, автономному краю Воєводина.

## Населення
Населення села становить 2767 осіб (2002, перепис), з них:
- серби — 2165 — 83,59%;
- мадяри — 217 — 8,37%;
- югослави — 83 — 3,20%;
- хорвати — 63 — 2,43%;

Решту жителів  — з десяток різних етносів, зокрема: македонці, румуни, бунєвці, німці і навіть кілька русинів-українців.